# William FitzRoy (3e duc de Cleveland)
William FitzRoy, 3e duc de Cleveland, 2e duc de Southampton (19 février 1698 - 18 mai 1774) est un aristocrate anglais, titré comte de Chichester de la naissance jusqu'en 1730.

## Biographie
En 1730, il succède à son père Charles comme duc de Cleveland et le Chef des échansons de l'Angleterre. En 1731, il épouse Henrietta Finch, la fille de Daniel Finch (2e comte de Nottingham). Elle meurt en 1742, sans avoir laissé d'enfants. Il vit ensuite une vie retirée, à profiter de ses sinécures de Receveur Général des Bénéfices des Sceaux dans le Banc du Roi et des Plaids Communs, et de Contrôleur de l'Étanchéité et de Cire Vert des Bureaux. Le duché s'éteint au moment de son décès; toutefois, il est repris par son petit-neveu William Vane.